# Đổng Quân
Đổng Quân (tiếng Trung giản thể: 董军, bính âm Hán ngữ: Dǒng Jūn, sinh năm 1961, người Hán) là tướng lĩnh Quân Giải phóng Nhân dân Trung Quốc. Ông là Đô đốc Hải quân Quân Giải phóng Nhân dân Trung Quốc, Ủy viên Ủy ban Trung ương Đảng Cộng sản Trung Quốc khóa XX, hiện là Bộ trưởng Bộ Quốc phòng. Ông từng lãnh đạo Hải quân với vị trí Tư lệnh Hải quân Trung Quốc và trước đó là Phó Tư lệnh Hải quân; Phó Tư lệnh Chiến khu Nam Bộ; Phó Tham mưu trưởng Hải quân; Phó Tư lệnh Hạm đội Đông Hải.
Đổng Quân là đảng viên Đảng Cộng sản Trung Quốc. Ông có sự nghiệp phục vụ quân chủng hải quân, từng công tác ở tất cả các khu vực Hải quân Trung Quốc như vùng biển Hoàng Hải, Hoa Đông, Biển Đông.

## Xuất thân và giáo dục
Đổng Quân sinh năm 1961 tại địa khu Yên Đài, nay là địa cấp thị Yên Đài, tỉnh Sơn Đông, Cộng hòa Nhân dân Trung Hoa, lớn lên và tốt nghiệp phổ thông ở Yên Đài. Tháng 9 năm 1978, ông được Hải quân Trung Quốc tuyển chọn tham gia học tập ở Học viện Hải quân Đại Liên tại thành phố Đại Liên, tỉnh Liêu Ninh, tốt nghiệp sĩ quan hải quân vào năm 1983, khi 20 tuổi.

## Sự nghiệp

### Các giai đoạn
Đổng Quân chính thức nhập ngũ Quân Giải phóng Nhân dân Trung Quốc tại quân chủng Hải quân vào năm 1983 ở khu vực Đông Bắc Trung Quốc. Trong những năm công tác ở quân chủng hải quân, ông lần lượt đảm nhiệm các vị trí như Bộ trưởng Bộ Quân huấn, Bộ Tư lệnh Hải quân Trung Quốc, Phó Tham mưu trưởng Hạm đội Bắc Hải rồi Tư lệnh đơn vị 92330 của Hải quân vùng Đông Bắc. Tháng 7 năm 2012, ông được phong quân hàm Thiếu tướng Hải quân, và trở thành Phó Tư lệnh Hạm đội Đông Hải từ năm 2013. Tháng 12 năm 2014, ông được điều về trung ương, nhậm chức Phó Tham mưu trưởng Hải quân Quân Giải phóng Nhân dân Trung Quốc. Đến tháng 1 năm 2017, ông được điều chuyển tới Chiến khu Nam Bộ, được bổ nhiệm làm Phó Tư lệnh Chiến khu, rồi được phong làm Trung tướng vào tháng 7 năm 2018.

### Tư lệnh Hải quân
Tháng 3 năm 2021, Đổng Quân được điều trở lại trung ương, là Phó Tư lệnh Hải quân, sau đó, ông được Quân ủy Trung ương ban hành quyết định bổ nhiệm làm Tư lệnh Hải quân Quân Giải phóng Nhân dân Trung Quốc, thay thế cho Thượng tướng Thẩm Kim Long. Ngày 6 tháng 9 cùng năm, ông được nhà lãnh đạo Tập Cận Bình phong quân hàm Thượng tướng, tương đương với Thượng tướng Hải quân Trung Quốc. Giai đoạn đầu năm 2022, ông được bầu làm đại biểu tham gia Đại hội Đảng Cộng sản Trung Quốc lần thứ XX từ đoàn Quân Giải phóng và Vũ cảnh. Trong quá trình bầu cử tại đại hội, ông được bầu làm Ủy viên Ủy ban Trung ương Đảng Cộng sản Trung Quốc khóa XX.

### Bộ trưởng Quốc phòng
Nửa cuối năm 2023, một số vị trí lãnh đạo cấp cao của Trung Quốc được thay thế, trong đó có Bộ trưởng Bộ Quốc phòng Lý Thượng Phúc. Vào ngày 29 tháng 12 năm 2023, tại hội nghị lần thứ 7 của Ủy ban Thường vụ Nhân đại khóa XIV đã bổ nhiệm Đổng Quân làm Bộ trưởng Bộ Quốc phòng và là Bộ trưởng thứ 14 của Bộ Quốc phòng. Trước đó, với chỉ đạo của Quân ủy Trung ương, ông đã bàn giao vị trí Tư lệnh Hải quân cho Thượng tướng Hồ Trung Minh.

## Lịch sử thụ phong quân hàm
| Quân hàm |             |             | Thượng tướng |  |  |  |  |  |  |  |  |
| Cấp bậc  | Thiếu tướng | Trung tướng | Thượng tướng |  |  |  |  |  |  |  |  |
|          |             |             |              |  |  |  |  |  |  |  |  |